# George Kingston (hockey sur glace)
Pour les articles homonymes, voir George Kingston et Kingston.
George Kingston est un entraîneur canadien de hockey sur glace né le 20 août 1939 à Biggar en Saskatchewan. Il a été le tout premier entraîneur de la nouvelle franchise des Sharks de San José de 1991 à 1993. Il a déjà été entraîneur adjoint des Thrashers d'Atlanta et des Panthers de la Floride. Kingston vit présentement en Norvège ; il est entraîneur adjoint de l'équipe de Norvège de hockey sur glace et entraîneur pour l'équipe féminine.

## Statistiques d'entraîneur
| Saison     | Équipe                           | Ligue      |     | PJ | V   | D | N | Pr   | % V           |  | Séries éliminatoires |
| 1968-1969  | Dinos de l'Université de Calgary | CIAU       |     |    |     |   |   |      |               |  |                      |
| 1969-1970  | Dinos de l'Université de Calgary | CIAU       |     |    |     |   |   |      |               |  |                      |
| 1970-1971  | Dinos de l'Université de Calgary | CIAU       | 20  | 13 | 7   | 0 | - | 65,0 |               |  |                      |
| 1971-1972  | Dinos de l'Université de Calgary | CIAU       |     |    |     |   |   |      |               |  |                      |
| 1972-1973  | Dinos de l'Université de Calgary | CIAU       |     |    |     |   |   |      |               |  |                      |
| 1973-1974  | Dinos de l'Université de Calgary | CWUAA      |     |    |     |   |   |      |               |  |                      |
| 1975-1976  | Dinos de l'Université de Calgary | CIAU       |     |    |     |   |   |      |               |  |                      |
| 1978-1979  | Dinos de l'Université de Calgary | CWUAA      | 24  | 15 | 9   | 0 | - | 62,5 |               |  |                      |
| 1979-1980  | Dinos de l'Université de Calgary | CWUAA      | 29  | 18 | 11  | 0 | - | 62,1 |               |  |                      |
| 1980-1981  | Dinos de l'Université de Calgary | CWUAA      |     |    |     |   |   |      |               |  |                      |
| 1981-1982  | Dinos de l'Université de Calgary | CWUAA      |     |    |     |   |   |      |               |  |                      |
| 1982-1983  | Dinos de l'Université de Calgary | CWUAA      | 24  | 10 | 14  | 0 | - | 41,7 |               |  |                      |
| 1984-1985  | Dinos de l'Université de Calgary | CWUAA      | 24  | 8  | 16  | 0 | - | 33,3 |               |  |                      |
| 1985-1986  | Dinos de l'Université de Calgary | CWUAA      | 28  | 19 | 9   | 0 | - | 67,9 |               |  |                      |
| 1986-1987  | Dinos de l'Université de Calgary | CWUAA      | 28  | 23 | 5   | 0 | - | 82,1 |               |  |                      |
| 1987-1988  | Dinos de l'Université de Calgary | CWUAA      |     |    |     |   |   |      |               |  |                      |
| 1991-1992  | Sharks de San José               | LNH        | 80  | 17 | 58  | 5 | - | 24,4 | Non qualifiés |  |                      |
| 1992-1993  | Sharks de San José               | LNH        | 84  | 11 | 71  | 2 | - | 14,3 | Non qualifiés |  |                      |
| Totaux LNH | Totaux LNH                       | Totaux LNH | 164 | 28 | 129 | 7 | - | 19,3 |               |  |                      |